# Hesperie

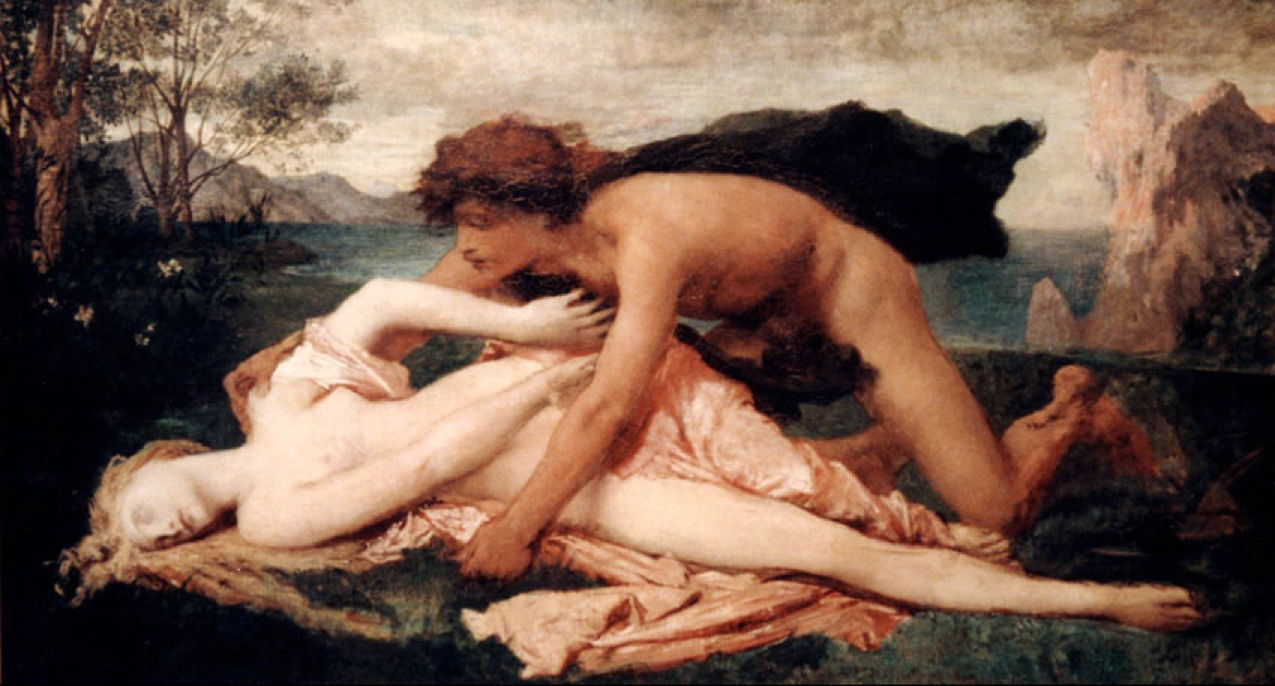
J.-É. Delaunay (1828 – 1891): La muerte de Hesperia. 1859.

Hesperie o Hesperia, en la mitología griega, era una ninfa, hija del dios río Cebrén. Huyó de Ésaco, un héroe troyano, cuando éste se enamoró de ella y murió mordida por una serpiente. Ésaco, desesperado, se intentó suicidar arrojándose al mar, pero Tetis había suavizado su caída y no murió sino que fue transformado en somorgujo.